# The Curse of Turandot
The Curse of Turandot (vereenvoudigd Chinees: 图兰朵：魔咒缘起; traditioneel Chinees: 圖蘭朵：魔咒緣起; pinyin: Túlánduǒ: Mózhòu Yuánqǐ), ook bekend als Turandot, is een Chinese romantische fantasyfilm uit 2021, geregisseerd door Zheng Xiaolong.

## Verhaal
Het verhaal draait om prinses Turandot die een vloek heeft. De keizer probeert de vloek van zijn dochter te verbreken. Een wees genaamd Calaf, die van kinds af aan door de Khanaat zwierf, ontmoet de prinses en bewondert elkaar. Calaf wil zijn geliefde redden ten koste van zijn leven, maar hij weet niet dat de vloek nauw verband houdt met zijn levenservaring.

## Rolverdeling
| Acteur         | Personage                |
| -------------- | ------------------------ |
| Guan Xiaotong  | prinses Turandot         |
| Dylan Sprouse  | Calaf                    |
| Hu Jun         | generaal Boyan           |
| Lin Siyi       | Liu Er                   |
| Collin Chou    | Zhou Da                  |
| Wang Jia       | Prins Wutong             |
| Jiang Wen      | Khan, vader van Turandot |
| Sophie Marceau | koningin van Malvia      |
| Vincent Perez  | koning van Malvia        |

## Productie
De filmmuziek werd gecomponeerd door Simon Franglen en gelijktijdig met de Chinese release uitgebracht door Milan Records.

## Release
De film ging in première op 15 oktober 2021 in China.

## Prijzen en nominaties
De belangrijkste:
| Jaar | Prijs        | Categorie                                     | Genomineerde(n) | Uitslag  |
| ---- | ------------ | --------------------------------------------- | --------------- | -------- |
| 2022 | IFMCA Awards | Beste originele filmmuziek voor een dramafilm | Simon Franglen  | Gewonnen |